# Max Finkgräfe
Max Finkgräfe (Mönchengladbach, 27 maart 2004) is een voetballer met de Duitse nationaliteit die doorgaans als linkervleugelverdediger speelt. Hij maakte in 2023 zijn debuut in de Bundesliga voor 1. FC Köln. In 2025 stapte hij over naar RB Leipzig.

## Clubloopbaan

### Jeugd
Finkgräfe begon met voetballen bij VfL Willich en vervolgde zijn jeugdopleiding bij achtereenvolgens Fortuna Düsseldorf, Borussia Dortmund en Borussia Mönchengladbach. In 2020 sloot hij zich aan bij SG Unterrath. Een jaar later maakte hij de overstap naar de jeugdopleiding van 1. FC Köln. Bij 1. FC Köln werd hij opgenomen in de onder 19, waarvoor hij op 12 februari 2022 zijn debuut maakte in de thuiswedstrijd tegen de leeftijdsgenoten van Preußen Münster. In het seizoen 2022/23 bereikte hij met het team de finale van de DFB-Pokal voor A-junioren. In die finale werd na verlenging met 3–4 gewonnen van Schalke 04.; Finkgräfe stond 63 minuten op het veld. In het seizoen 2023/24 maakte hij de overstap naar de senioren van 1. FC Köln.

### 1. FC Köln
Op 19 augustus 2023 maakte Finkgräfe als A-junior onder trainer Steffen Baumgart zijn debuut in de Bundesliga, tijdens de uitwedstrijd tegen Borussia Dortmund. In het Signal Iduna Park viel hij in de 66e minuut in voor Luca Waldschmidt. In dezelfde wedstrijd maakten ook Leart Paçarada en Rasmus Carstensen hun debuut voor 1. FC Köln. Enkele weken later werd Finkgräfe definitief overgeheveld naar de eerste selectie en werd zijn tot medio 2025 lopende contract omgezet in een profcontract. Na de winterstop veroverde hij een vaste plek in de basiself, die hij behield na het vertrek van Baumgart en de aanstelling van Timo Schultz als hoofdtrainer. Op 11 februari 2024 maakte hij zijn eerste doelpunt op het hoogste niveau in Duitsland. In de met 1–1 gelijkgespeelde uitwedstrijd tegen TSG 1899 Hoffenheim bracht hij zijn ploeg in de 79e minuut via een direct genomen vrije trap op een 0–1 voorsprong. In maart 2024 werd zijn contract opengebroken en verlengd tot medio 2026. In zijn eerste seizoen (2023/24) bij de hoofdmacht kwam Finkgräfe tot achttien basisplaatsen. 1. FC Köln eindigde dat seizoen op de zeventiende plaats in de Bundesliga, wat resulteerde in degradatie naar de 2. Bundesliga.
In de voorbereiding op het seizoen 2024/25 raakte Finkgräfe zwaar geblesseerd aan zijn knie tijdens een oefenwedstrijd tegen Sint-Truiden. Als gevolg daarvan stond hij geruime tijd aan de kant. Op 15 oktober 2024 maakte hij tijdens de achtste speelronde zijn rentree in de thuiswedstrijd tegen SSV Ulm 1846. Onder leiding van de nieuwe trainer Gerhard Struber viel hij in de rust in als rechtervleugelverdediger, als vervanger vanDominique Heintz. Door de aanwezigheid van Leart Paçarada wist Finkgräfe tot februari geen vaste basisplaats te veroveren. In de 24e speelronde, tijdens de uitwedstrijd tegen Karlsruher SC, kreeg hij opnieuw een kans vanwege een schorsing van zijn concurrent. Na enkele wedstrijden raakte hij opnieuw geblesseerd, ditmaal aan zijn hamstring, waardoor hij zijn plaats in het elftal weer verloor. Finkgräfe leverde daardoor slechts een beperkte bijdrage aan het kampioenschap van 1. FC Köln in de 2. Bundesliga, waarmee de club na één seizoen terugkeerde naar het hoogste niveau. Ondanks zijn beperkte speeltijd maakte hij aan het einde van het seizoen voor een bedrag van vier miljoen euro de overstap naar RB Leipzig.

### RB Leipzig
In de zomer van 2025 tekende Finkgräfe een contract tot medio 2030 bij RB Leipzig, waar hij werd aangetrokken als back-up voor linksback David Raum.

## Clubstatistieken
| Seizoen                    | Club            | Competitie        | Competitie | Competitie | Beker | Beker | Internationaal | Internationaal | Overig | Overig | Totaal | Totaal |
| Seizoen                    | Club            | Competitie        | Wed.       | Dlp.       | Wed.  | Dlp.  | Wed.           | Dlp.           | Wed.   | Dlp.   | Wed.   | Dlp.   |
| -------------------------- | --------------- | ----------------- | ---------- | ---------- | ----- | ----- | -------------- | -------------- | ------ | ------ | ------ | ------ |
| 2023/24                    | 1. FC Köln II   | Regionalliga West | 8          | 2          | –     | –     | –              | –              | –      | –      | 8      | 2      |
| 2023/24                    | 1. FC Köln      | Bundesliga        | 24         | 1          | –     | –     | –              | –              | –      | –      | 24     | 1      |
| 2024/25                    | 1. FC Köln      | 2. Bundesliga     | 14         | 0          | 2     | 0     | –              | –              | –      | –      | 16     | 0      |
| Carrière totaal            | Carrière totaal | Carrière totaal   | 46         | 3          | 2     | 0     | –              | –              | –      | –      | 48     | 3      |
| Bijgewerkt tot 3 juli 2025 |                 |                   |            |            |       |       |                |                |        |        |        |        |

## Interlandloopbaan
Finkgräfe bleef lange tijd onder de radar van de Duitse voetbalbond en kwam daardoor alleen uit voor Duitsland –20.

### Duitse jeugdelftallen
In november 2024 werd Finkgräfe door bondscoach Hannes Wolf voor het eerst geselecteerd voor Duitsland –20. Op 15 november maakte hij zijn debuut in een oefeninterland tegen Engeland. In het met 4–0 verloren uitduel viel hij in de 67e minuut in voor Damion Downs. Enkele dagen later maakte hij in de uitwedstrijd tegen Turkije zijn eerste basisplaats.
| Jeugdinterlands van Max Finkgräfe voor Duitsland () | Jeugdinterlands van Max Finkgräfe voor Duitsland () | Jeugdinterlands van Max Finkgräfe voor Duitsland () | Jeugdinterlands van Max Finkgräfe voor Duitsland () | Jeugdinterlands van Max Finkgräfe voor Duitsland () | Jeugdinterlands van Max Finkgräfe voor Duitsland () |
| №                                                   | Datum                                               | Wedstrijd                                           | Uitslag                                             | Soort Wedstrijd                                     | Doelpunten                                          |
| Als speler bij Duitsland –20                        | Als speler bij Duitsland –20                        | Als speler bij Duitsland –20                        | Als speler bij Duitsland –20                        | Als speler bij Duitsland –20                        | Als speler bij Duitsland –20                        |
| --------------------------------------------------- | --------------------------------------------------- | --------------------------------------------------- | --------------------------------------------------- | --------------------------------------------------- | --------------------------------------------------- |
| 1.                                                  | 15 november 2024                                    | Engeland – Duitsland                                | 4 – 0                                               | Vriendschappelijk                                   |                                                     |
| 2.                                                  | 19 november 2024                                    | Turkije – Duitsland                                 | 0 – 2                                               | Vriendschappelijk                                   |                                                     |
| Bijgewerkt tot 5 januari 2025                       |                                                     |                                                     |                                                     |                                                     |                                                     |

## Erelijst
| Kampioen 2. Bundesliga | 1x | 2024/25 |